# Wojciech Hermeliński
Wojciech Hermeliński (ur. 29 marca 1949 w Warszawie) – polski prawnik, adwokat, sędzia Trybunału Konstytucyjnego w stanie spoczynku, przewodniczący Państwowej Komisji Wyborczej w latach 2014–2019.

## Życiorys
Ukończył w 1971 studia prawnicze na Wydziale Prawa i Administracji Uniwersytetu Warszawskiego. W latach 1971–1972 odbył aplikację prokuratorską w Prokuraturze Wojewódzkiej w Warszawie, w której pracował w latach 1977–1980.
W 1984 rozpoczął praktykę adwokacką. W latach 90. współpracował z Porozumieniem Centrum. W latach 1998–2001 był zastępcą dziekana Okręgowej Rady Adwokackiej w Warszawie, następnie do 2006 wiceprezesem Naczelnej Rady Adwokackiej. W 1999 został wiceprezydentem Europejskiego Instytutu Praw Człowieka z siedzibą w Luksemburgu. W latach 2004–2006 był także członkiem rady programowej Programu Spraw Precedensowych w Helsińskiej Fundacji Praw Człowieka. W 2006 zasiadał w radzie nadzorczej Telewizji Polskiej.
W 2006 został wybrany przez Sejm na dziewięcioletnią kadencję sędziego Trybunału Konstytucyjnego, upływającą 6 listopada 2015. 4 grudnia 2014 został przez prezydenta RP powołany w skład Państwowej Komisji Wyborczej, zaś 9 grudnia tegoż roku wybrany przez komisję na jej przewodniczącego. Kadencję zakończył 29 marca 2019 w związku z ukończeniem 70. roku życia.
W 2018 ukazała się książka jego współautorstwa pt. Konsekwencje rewolucji w prawie wyborczym, czyli jak postawić krzyżyk i dlaczego w kratce, będąca krytycznym komentarzem do istotnych zmian w systemie wyborczym wprowadzonych z inicjatywy Prawa i Sprawiedliwości. W 2023 został powołany na biegłego przez sejmową komisję śledczą ds. wyborów korespondencyjnych.

## Odznaczenia
W 2009, za wybitne zasługi dla niepodległości Rzeczypospolitej Polskiej, za działalność na rzecz przemian demokratycznych, za osiągnięcia w służbie państwu i społeczeństwu w dziedzinie kultury, nauki, sportu, wymiaru sprawiedliwości, został odznaczony Krzyżem Kawalerskim Orderu Odrodzenia Polski. W 2020 otrzymał odznakę honorową „Za Zasługi dla Ochrony Praw Człowieka”.